# Bromaceton
Bromaceton (systematický název 1-brompropan-2-on) je organická sloučenina se vzorcem CH3C(O)CH2Br. Používá se na přípravu dalších organických látek.

## Výskyt
Bromaceton se (v koncentracích pod 1 %) vyskytuje v mořské řase Asparagopsis taxiformis rostoucí v okolí Havajských ostrovů.

## Výroba
Bromaceton je komerčně dostupný, často bývá stabilizován oxidem hořečnatým.
Vyrábí se reakcí acetonu s bromem v kyselém prostředí. Aceton se, podobně jako ostatní ketony, za přítomnosti kyseliny či zásady přeměňuje na enol. Na alfa uhlík se následně elektrofilní substitucí naváže brom; přitom může dojít k přebromování, kdy se naváže více atomů bromu, než je potřeba, čímž vznikají dibromované a tribromované produkty.
V zásaditém prostředí se tvoří bromoform, jelikož dojde k haloformové reakci.

## Použití
Bromaceton se v první světové válce používal jako chemická zbraň. V organické syntéze se používá například na přípravu hydroxyacetonu.